# Виллер-су-Прени
Вилле́р-су-Прени́ (фр. Villers-sous-Prény) — коммуна во французском департаменте Мёрт и Мозель, региона Лотарингия. Относится к кантону Дьелуар. Входит в Региональный природный парк Лотарингии.

## География
Виллер-су-Прени расположен на северо-востоке Франции в 270 км к востоку от Парижа, в 24 км на юго-запад от Меца и в 31 км на север от Нанси. Соседние коммуны: Прени и Паньи-сюр-Мозель на севере, Вандьер на востоке, Норруа-ле-Понт-а-Муссон на юго-востоке, Вильсе-сюр-Тре на юго-западе.

## История
В сентябре — октябре 1944 года в деревне располагался штаб американского генерала Джорджа Паттона.

## Демография
Население коммуны на 2010 год составляло 344 человека.
| 1962 | 1968 | 1975 | 1982 | 1990 | 1999 | 2010 |
| ---- | ---- | ---- | ---- | ---- | ---- | ---- |
| 339  | 284  | 297  | 344  | 352  | 342  | 344  |